# Esteve (escriptor)
Esteve (en llatí Stephanus, en grec Στέφανος), probablement nascut a Atenes, fou un escriptor grec comentarista d'Hipòcrates i Galè, i suposat deixeble de Teòfil el Protoespatari.
De la seva biografia no es coneix cap detall i la seva època resta incerta. Alguns pensen que podria ser el mateix personatge que l'alquimista Esteve d'Alexandria (del segle vii) però això és poc probable i possiblement no va viure fins al segle ix. Si és cert que va ser deixeble de Teòfil, no aclareix res de l'època en què va viure, ja que no es coneix tampoc quan va viure Teòfil el Protoespatari. Els seus comentaris sobre Hipòcrates són especialment importants perquè contenen citacions i explicacions que no es troben en altres llocs, i en va ser el comentarista principal després de Galè. Els seus comentaris sobre Galè, Ad Glauconem de Methodo Medendi, eren també de mèrit. Se li atribueix també l'obra Βιβλος Διοσκορίδον καὶ Στεφάνου Ἀθηναίου τοῦ φιλοσόφου περιέχουσα φαρμάκων ἐμπειρίας κατὰ ἀλφαβήτον σαφῶς ἐκτεθεῖσα, Alphabetum Empiricum, sive, Dioscoridis et Stephani Atheniensis Philosophorum et Medicorum, de Remediis Expertis Liber, juxta Alphabeti Ordinem digestus. I encara se li va atribuir un tractat sobre la febre (Περὶ Πυρετω̂ν σύντομος Σύνοψις De Febribus concisa Synopsis), però aquesta obra en realitat és de Pal·ladi.